# 올림피아코스 CFP

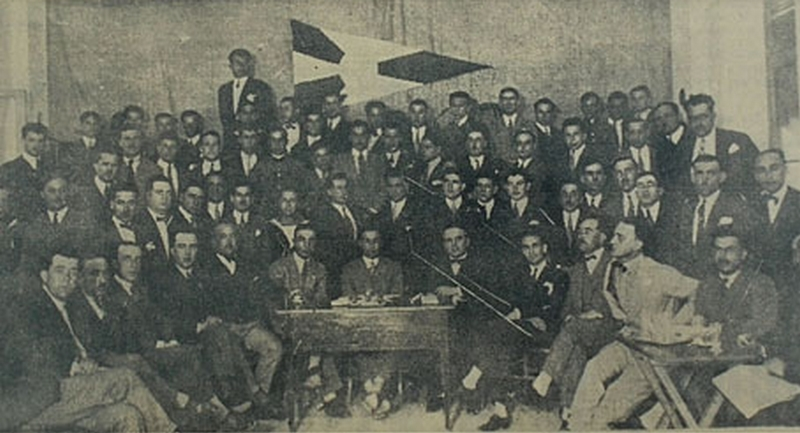
올림피아코스의 설립자들

올림피아코스 CFP(Olympiacos C.F.P.)는 그리스 아테네 피레아스의 종합 스포츠 클럽이다. 여러 종목 팀들을 운영하고 있다.

## 팀 목록
- 올림피아코스 FC (축구)
- 올림피아코스 BC (농구)
- 올림피아코스 SC (배구)
- 올림피아코스 (여자 배구)
- 올림피아코스 (수구)
- 올림피아코스 (여자 수구)
- 올림피아코스 (탁구)
- 올림피아코스 (육상)
- 올림피아코스 (킥복싱)
- 올림피아코스 (복싱)
- 올림피아코스 (태권도)
- 올림피아코스 (수영)
- 올림피아코스 (카누)
- 올림피아코스 (조정)
- 올림피아코스 (세일링)
- 올림피아코스 (사격)
- 올림피아코스 (레슬링)
- 올림피아코스 (역도)
- 올림피아코스 (레이싱)